# Sygnały na pociągach i innych pojazdach kolejowych w Polsce

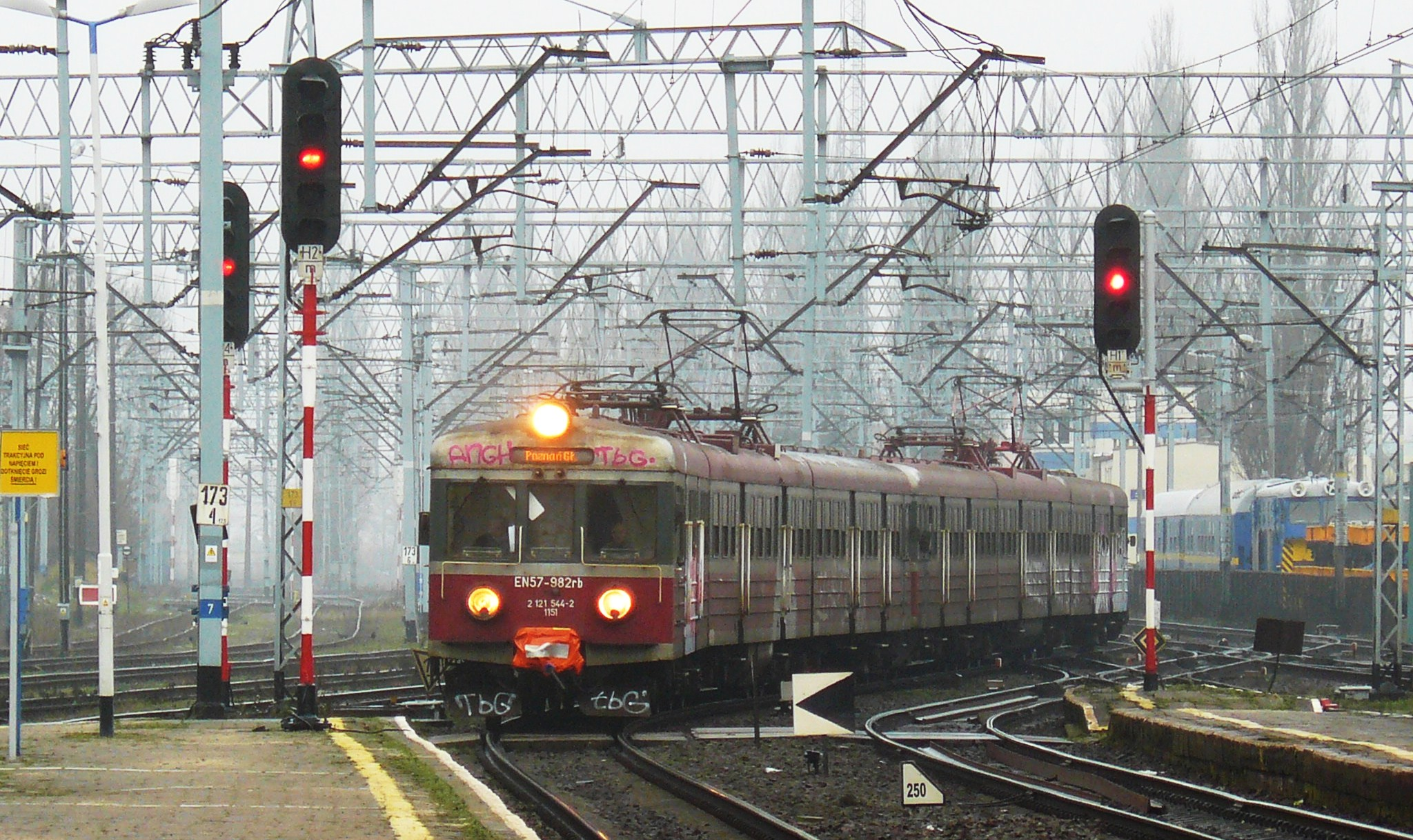
EN57 z sygnałem Pc1

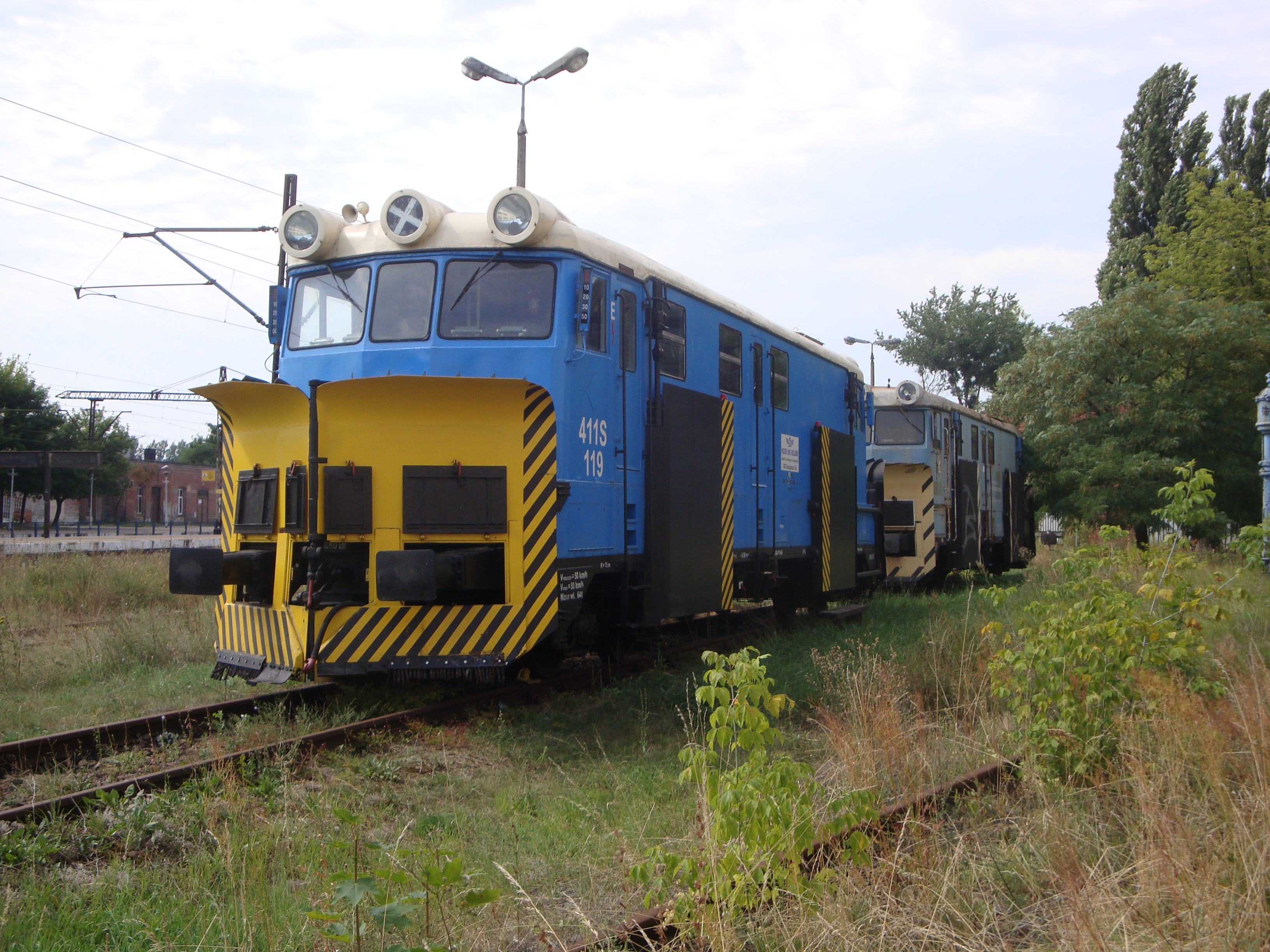
Sygnał Pc3 na pługu odśnieżnym

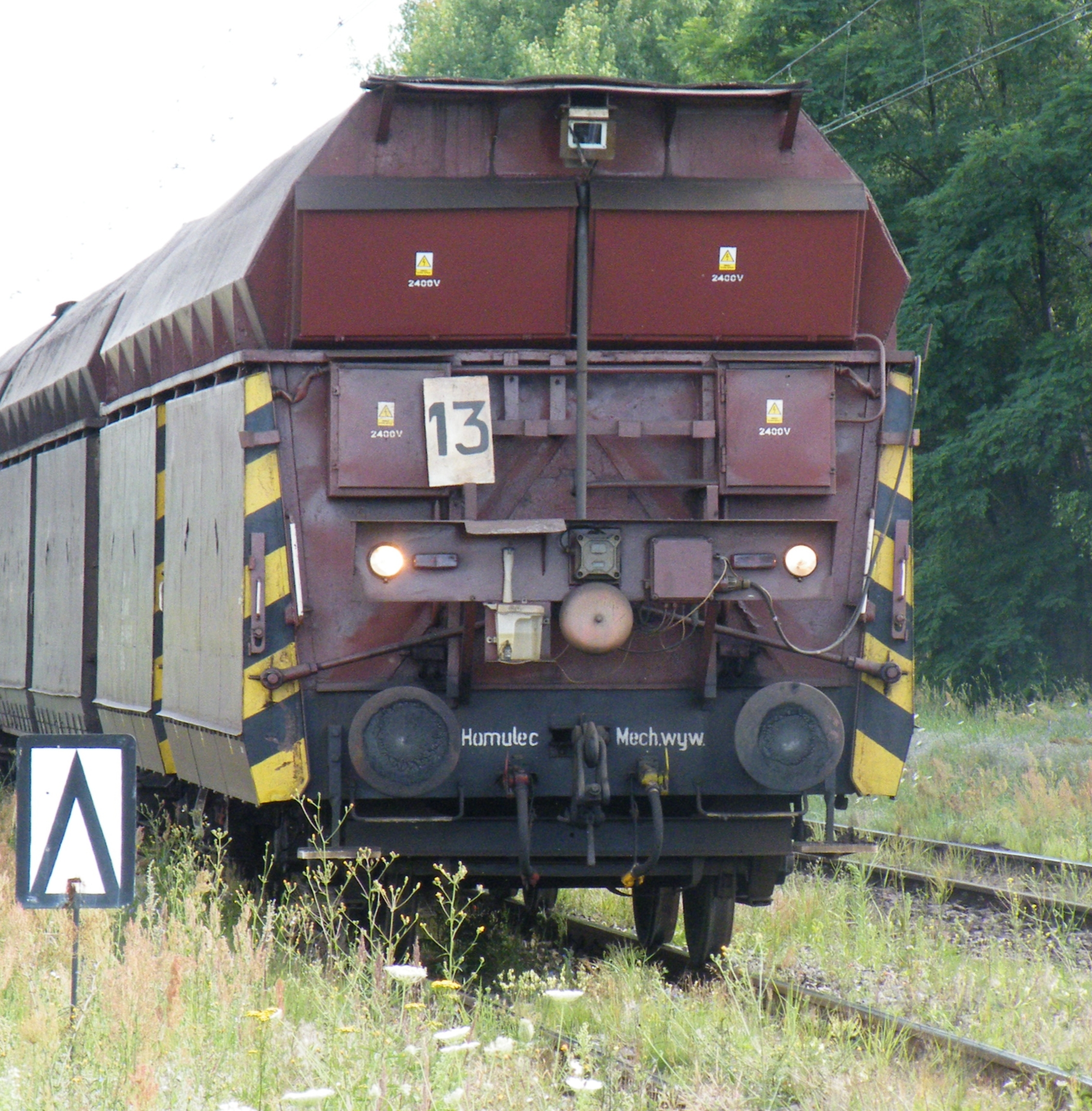
Sygnał Pc4 na wagonie towarowym

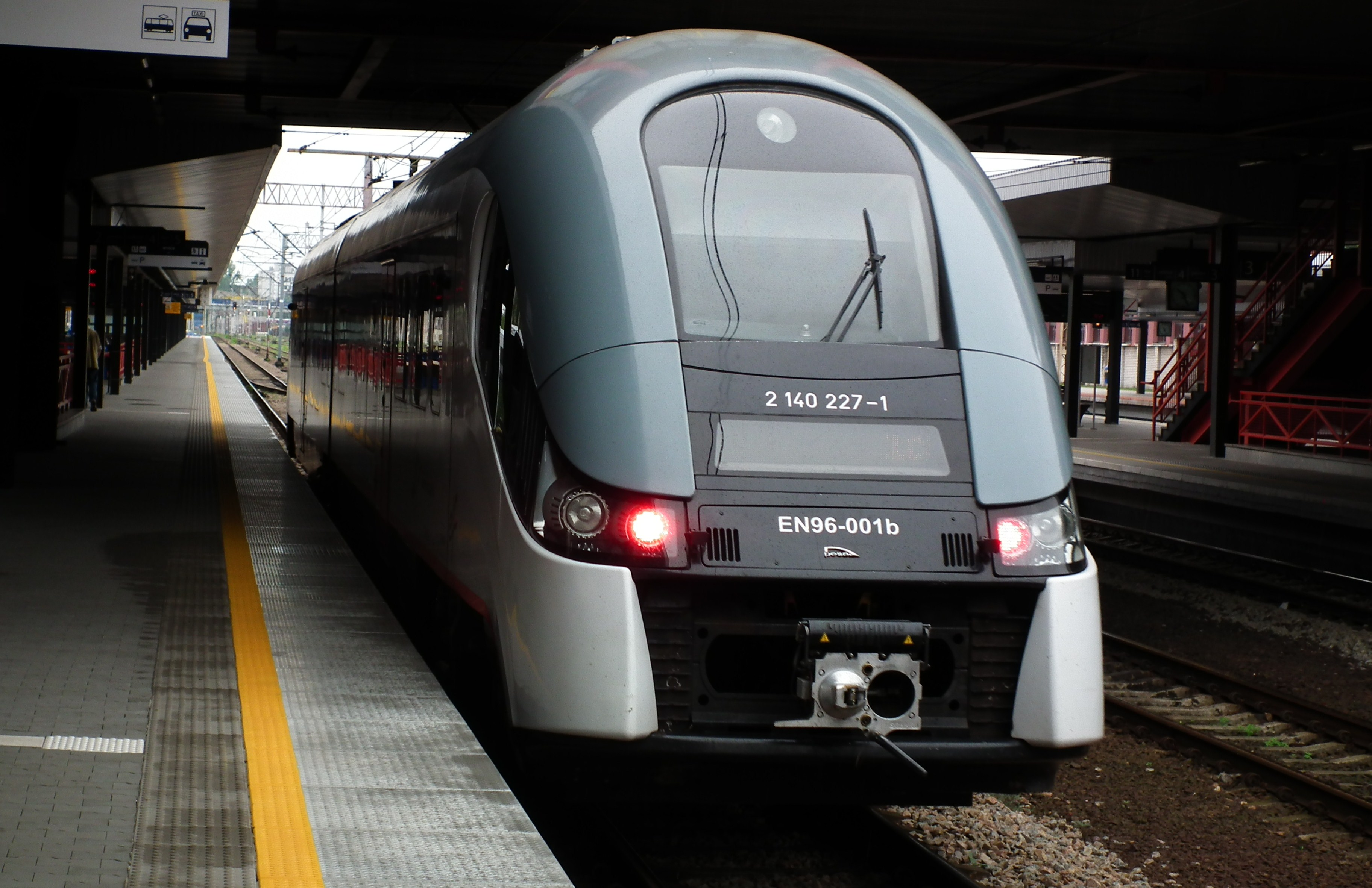
Tył EN96 z sygnałem Pc5

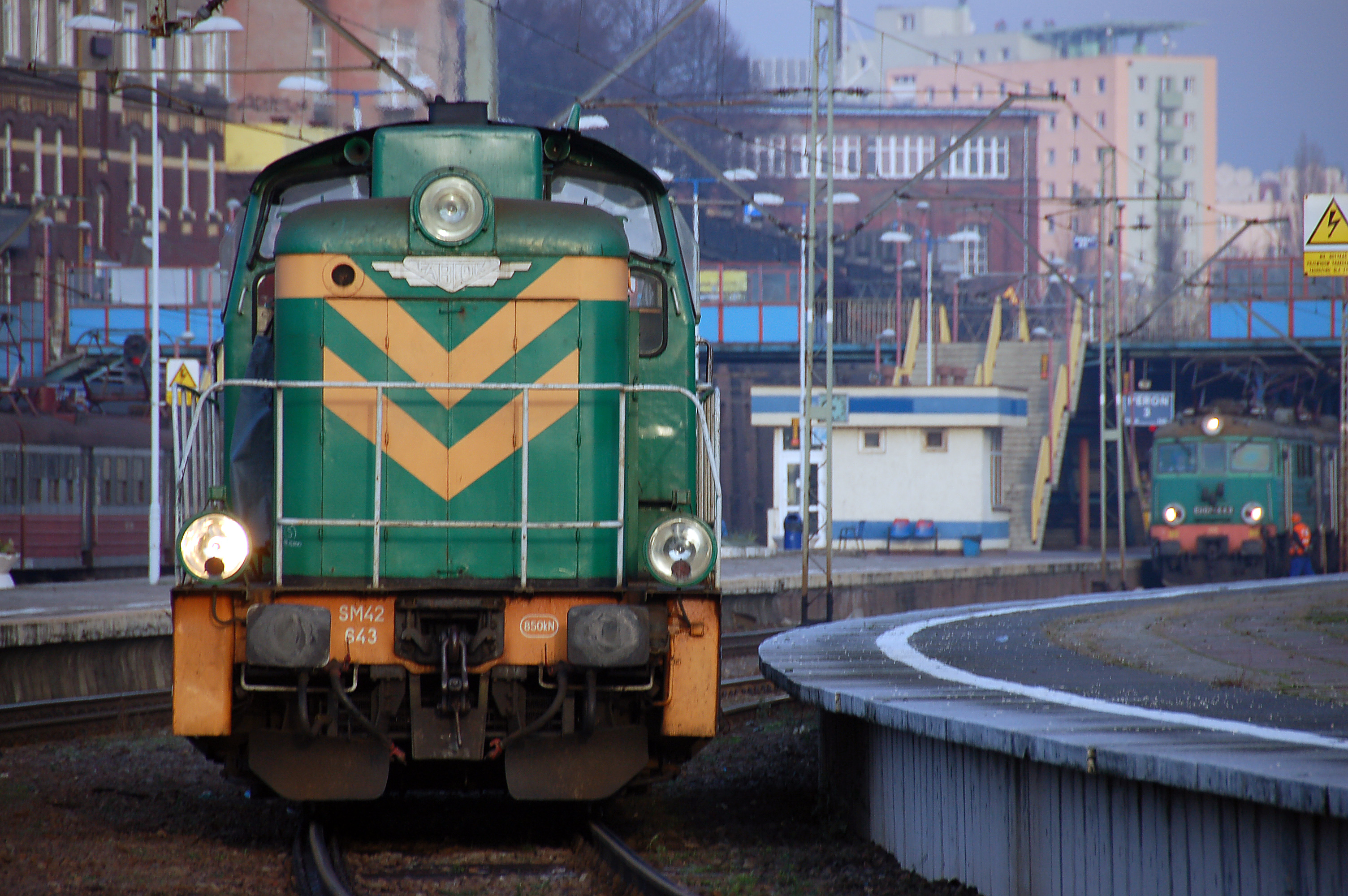
Lokomotywa manewrowa SM42 z sygnałem Tb1

Sygnały na pociągach i innych pojazdach kolejowych – sygnały umieszczane na pojazdach kolejowych. W Polsce sygnały na pociągach (Pc) są dawane za pomocą latarni lub tarcz i służą oznaczeniu początku i końca pociągu. Sygnały na taborze kolejowym (Tb) daje się za pomocą latarni lub chorągiewek i służą one oznaczeniu rodzaju taboru. Istnieją także oznaczenia wagonów skażonych (PcS) dawane za pomocą kolorowych chorągiewek.

## Sygnały na pociągach
| Sygnał | Wygląd | Schemat | Interpretacja |
| ------ | --- | ------- | --- |
| Pc1    | Dwa lub trzy duże białe światła na przodzie pociągu, pojazdu trakcyjnego jadącego luzem, ciężkiego pojazdu pomocniczego lub maszyny torowej. |         | Oznaczenie czoła pociągu (pojazdu trakcyjnego jadącego luzem, ciężkiego pojazdu pomocniczego lub maszyny torowej) jadącego po linii jednotorowej, po torze w kierunku zasadniczym na linii dwutorowej lub wielotorowej |
| Pc2    | Dwa lub trzy światła na przodzie pociągu, z których lewe w kierunku jazdy jest czerwone, a pozostałe – białe. |         | Oznaczenie czoła pociągu (pojazdu trakcyjnego jadącego luzem, ciężkiego pojazdu pomocniczego lub maszyny torowej) jadącego po linii dwu- i wielotorowej w kierunku przeciwnym do zasadniczego.                         |
| Pc3    | Dwa światła białe na dole i trzecia latarnia z oświetlonym białym krzyżem. |         | Oznaczenie czoła pociągu z pługiem odśnieżnym |
| Pc4    | Dzienny: Dwie tarcze (lub latarnie z takim obrazem) prostokątne podzielone na cztery trójkąty po przekątnych, z których górny i dolny są czerwone, a prawy i lewy – białe lub żółte na czołowej ścianie pierwszego wagonu. Dzienny i nocny: Dwa białe światła na ścianie czołowej przedniego wagonu. |         | Oznaczenie czoła pociągu jadącego wagonami naprzód |
| Pc5    | Dzienny: Dwie tarcze jak w przypadku sygnału Pc4 na tylnej ścianie ostatniego pojazdu w składzie, pojazdu trakcyjnego jadącego luzem, ciężkiego pojazdu pomocniczego lub maszyny torowej. Dzienny i nocny: Dwa światła czerwone ciągłe lub migające na ścianie tylnej ostatniego pojazdu.            |         | Oznaczenie końca pociągu |
| Pc6    | Jedno górne światło białe i dwa dolne światła czerwone na czole pociągu |         | Oznaczenie czoła pociągu z jednoosobową obsadą pojazdu trakcyjnego, zatrzymanego z niewiadomej przyczyny na torze szlaku dwu- lub wielotorowego                                                                        |

Źródło: 

## Sygnały na taborze kolejowym
| Sygnał | Wygląd | Schemat | Interpretacja |
| ------ | --- | ------- | --- |
| Tb1    | Jedno białe światło zapalone na dole na przedniej i tylnej ścianie taboru po stronie czynnego stanowiska maszynisty. |         | Oznaczenie pojazdu trakcyjnego wykonującego manewry |
| Tb2    | Dzienny: Po jednej niebieskiej chorągiewce umieszczonej po każdej szczytowej stronie wagonu. Dzienny i nocny:Jedno lub dwa niebieskie światła na każdej ścianie szczytowej wagonu (może być widoczne także z boku wagonu lub na bocznej ścianie mogą znajdować się dodatkowe niebieskie latarnie). |         | Oznaczenie wagonów pocztowych z funkcjonariuszami, wagonów restauracyjnych, wagonów sypialnych lub innych wagonów specjalnego przeznaczenia, a także wagonów niepodłączonych do składu, w których znajdują się pasażerowie. |
| Tb3    | Dzienny: Niebieska chorągiewka lub latarka z niebieskim światłem umieszczona w drzwiach wagonu widoczna z trzech stron. Nocny: Niebieska latarka umieszczona w drzwiach wagonu. Dzienny i nocny: Niebieskie światła wbudowane w ścianę boczną wagonu.                                              |         | Oznaczenie wagonów pocztowych w trakcie załadunku i rozładunku poczty |
| Tb4    | Jedno (w osi toru) lub dwa (nad szynami) światła białe, a od tyłu – czerwone |         | Oznaczenie pojazdu pomocniczego, który nie kursuje na zasadach ustalonych dla pociągów. |

Źródło: 

## Oznaczenia pojazdów skażonych
Pojazdy skażone oznacza się za pomocą trójkątnych kolorowych chorągiewek umieszczonych na obu ścianach czołowych wagonu, na czole i na końcu pociągu. W zależności od koloru chorągiewki, w wagonie znajduje się inny rodzaj zagrożenia
| Sygnał | Kolor chorągiewek | Rodzaj skażenia           |
| ------ | ----------------- | ------------------------- |
| PcSp   | zielone           | Skażenie promieniotwórcze |
| PcSb   | brązowe           | Skażenie biologiczne      |
| PcSch  | żółte             | Skażenie chemiczne        |

Źródło: 